# Calvin Smith

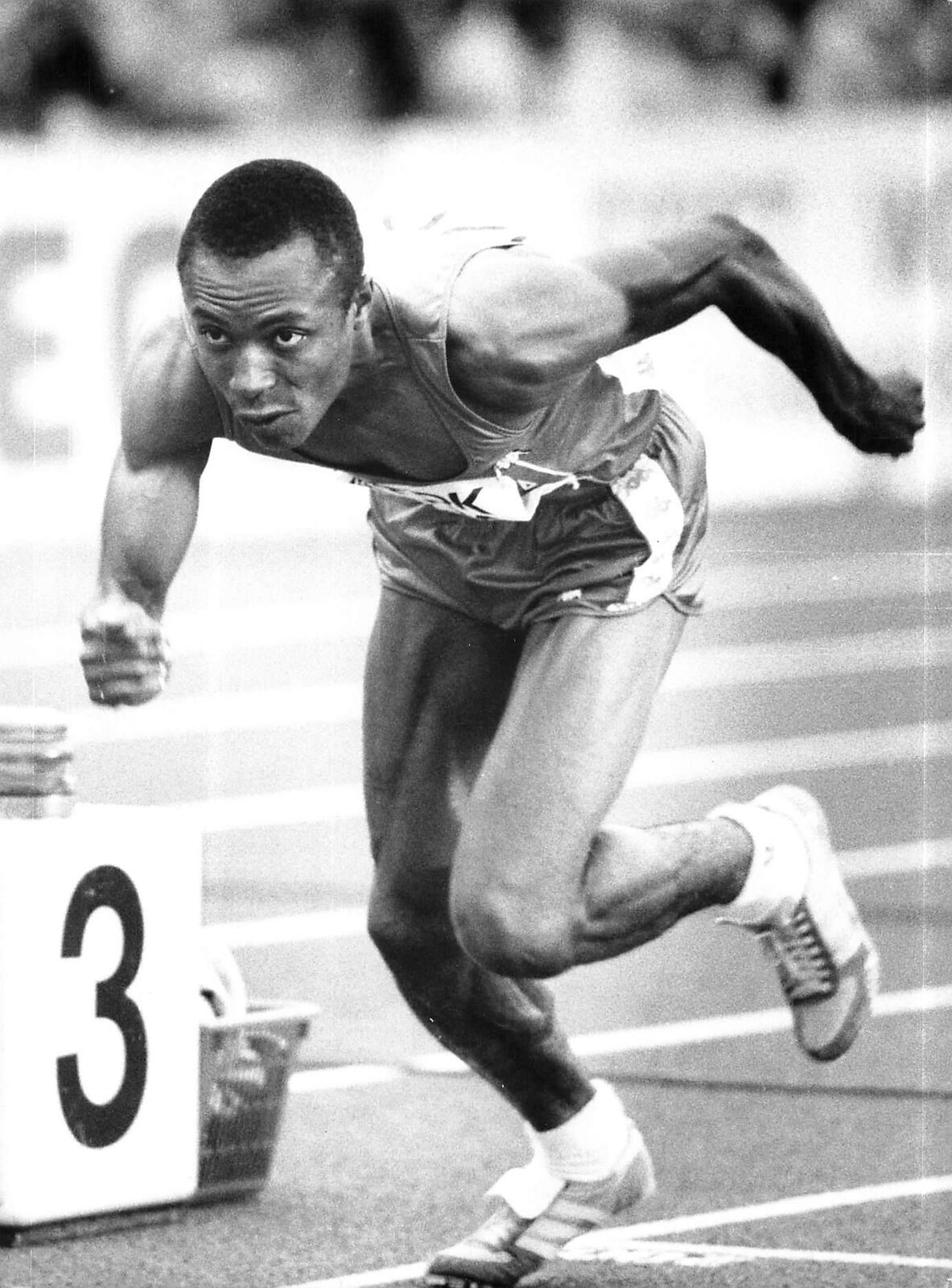
Calvin Smith

Calvin Smith (Estados Unidos, 8 de enero de 1961) es un atleta estadounidense ya retirado, especialista en pruebas de velocidad (100 y 200 m). Logró la medalla de oro en la prueba de 4 × 100 m en los Juegos Olímpicos de Los Ángeles 1984 y durante su carrera batió en una ocasión el récord mundial de 100 m y en dos ocasiones el de 200 m.

## Carrera Deportiva
Calvin Smith fue uno de los velocistas más importantes de los años 80, pero tuvo la mala suerte de coincidir durante su carrera deportiva con uno de los mejores velocistas de la historia Carl Lewis.
Calvin se dio a conocer a nivel mundial el 3 de julio de 1983 al batir en Colorado Springs el récord mundial de los 100 m con un tiempo de 9,93 segundos, este récord permanecía en poder de Jim Hines desde el año 1968.
Este récord le convirtió en uno de los principales favoritos para la consecución de la medalla de oro en las pruebas de 100 y 200 m en la I edición de los Campeonatos del Mundo de Atletismo que se celebraron ese año en Helsinki. En la capital finlandesa Calvin obtuvo la medalla de oro en la prueba de 200 m y en el relevo 4×100, pero fue derrotado con superioridad en la final de los 100 m por Carl Lewis.
También en 1983, en la reunión atlética de Zúrich (Suiza), Calvin Smith se convirtió en el primer atleta en bajar de los 10 segundos en los 100 m y de los 20 segundos en los 200 m en el mismo día.
La preparación de Calvin durante el año 1984 estuvo orientada a su participación en los Juegos Olímpicos de Los Ángeles pero sus malos resultados en las pruebas de selección del equipo estadounidense le relegaron a participar tan solo en el relevo 4×100. En esta prueba se adjudicó la medalla de oro junto con sus compañeros (Carl Lewis, Sam Graddy y Ron Brown) con un tiempo de 37,86s que significaban una nueva plusmarca mundial de la prueba.
Los años de 1985 y 1986 fueron años de transición en su carrera deportiva pero en los que siguió realizando grandes marcas: 10.10 y 20.14 en 1985 y 10.14 y 20.29 en 1986.
Así llegamos a las pruebas de selección norteamericanas para los Campeonato Mundial de Atletismo de 1987 que se iban a celebrar ese verano en Roma. En estas pruebas Calvin quedó fuera del equipo en la prueba de los 100 m al terminar en 5.ª posición y se clasificó in-extremis para los 200 m al terminar 3.º. Ninguno de estos resultados hacían presagiar una buena actuación en Roma. Pero en la ciudad romana Calvin volvió a sacar a relucir su calidad y revalidó su título mundial al ganar con un tiempo de 20,16s los 200 m lisos.
A lo largo del año 1988 Calvin logró grandes resultados en la prueba de 100 m, clasificándose en las pruebas de selección norteamericanas para los Juegos Olímpicos de Seúl. En la ciudad coreana logró clasificarse para la final y con un tiempo de 9.99 alcanzó la 4.ª posición (esto le convertía en el atleta que más rápido corría la distancia sin conseguir medalla), pero al día siguiente se destapó todo el escándalo en torno al dopaje del canadiense Ben Jonhson lo que conllevó la descalificación del mismo y se tradujo en la consecución por parte de Calvin de la medalla de Bronce. En la prueba de los 4×100 el equipo estadounidense no pudo revalidar su título olímpico al caerse el testigo en una de las postas de la semifinal.
Tras los Juegos la carrera deportiva de Calvin comenzó un lento declive, a pesar de lograr todavía grandes marcas, que culminaría en su retirada profesional.
Calvin Smith fue durante toda su carrera un abanderado del juego limpio y su físico fibroso poco tenía que ver con el de la mayor parte de sus rivales (hipermusculados), de hecho Calvin siempre ha mantenido que su récord mundial de 9.93 es el último logrado por un atleta sin uso de sustancias dopantes.

## Palmarés atlético
- Campeonato Mundial de Atletismo de 1983 - Helsinki, Finlandia
  - 200 m Medalla de oro
  - 4 × 100 m medalla de oro relevos (récord mundial en 37.86 segundos)
  - 100 m Medalla de plata

- Juegos Olímpicos de Los Ángeles 1984 - Los Ángeles, Estados Unidos
  - 4 × 100 m Medalla de oro relevos (récord mundial en of 37.83 segundos)

- Campeonato Mundial de Atletismo de 1987 - Roma, Italia
  - 200 m Medalla de oro

- Juegos Olímpicos de Seúl 1988 - Seúl, Corea del Sur
  - 100 m Medalla de bronce

- Copa del Mundo de Atletismo de la IAAF 2002 - La Habana, Cuba
  - 100 m Medalla de Bronce
  - 4 × 100 m Medalla de oro relevo

## Mejores marcas
| Evento     | Fecha                | Sitio                            | Tiempo (segundos) |
| ---------- | -------------------- | -------------------------------- | ----------------- |
| 100 metros | 3 de julio de 1983   | Colorado Springs, Estados Unidos | 9.93              |
| 200 metros | 24 de agosto de 1983 | Zúrich, Suiza                    | 19.99             |

- Información tomada del perfil de atleta de la IAAF.[1]